# Seybothenreuth
Seybothenreuth település Németországban, azon belül Bajorországban. Lakosainak száma 1302 fő (2023. december 31.).

## Népesség
A település népessége az elmúlt években az alábbi módon változott:
| Lakosok száma | 783  | 1055 | 760  | 725  | 1274 | 1266 | 1268 | 1277 | 1263 | 1302 |
|               | 1875 | 1950 | 1975 | 1987 | 2012 | 2014 | 2016 | 2017 | 2021 | 2023 |